# 雅伊科斯
雅伊科斯（葡萄牙語：Jaicós）是巴西皮奥伊州的一个市镇。总面积854.342平方公里，总人口16827人，人口密度19.7人/平方公里。